# Nuno Severiano Teixeira
Henrique Nuno Marques Severiano Texeira, né le 5 novembre 1957 en Guinée-Bissau, est un universitaire et homme politique portugais.

## Biographie
En 1981, il obtient une licence d'histoire à la faculté de lettres de l'université de Lisbonne. Treize ans plus tard, il décroche un doctorat en histoire des relations internationales à l'Institut universitaire européen de Florence.
Enfin, il achève ses études en 2005. par une agrégation en sciences politiques et en relations internationales de la faculté de sciences sociales et humaines de la Nouvelle université de Lisbonne.
Il est tout d'abord chercheur à l'Institut universitaire européen, entre 1989 et 1992, avant de devenir directeur de l'Institut de la défense nationale (IDN) de 1996 à 2000.
Cette année-là, il est invité pendant un an à enseigner à l'université de Georgetown, au sein du département d'administration publique (Government). Trois ans plus tard, il est invité, comme chercheur, au Centre d'études européennes de l'université de Californie à Berkeley.
Ancien directeur de l'Institut portugais des relations institutionnelles de la Nouvelle université de Lisbonne, il y est professeur au département de sciences politiques et de relations internationales à la faculté des sciences sociales et humaines.
Par ailleurs, il a publié de nombreux ouvrages sur l'histoire, la guerre et la construction européenne.

## Carrière politique
Le 14 septembre 2000, Nuno Severiano Teixeira est nommé ministre de l'Administration interne dans le second gouvernement du socialiste António Guterres, onze mois après sa formation. Toutefois, la victoire du Parti social-démocrate (PSD) de José Manuel Durão Barroso aux législatives du 17 mars 2002 met fin à sa carrière ministérielle le 8 avril suivant.
Il fait son retour au gouvernement le 3 juillet 2006, lorsque le Premier ministre socialiste José Sócrates le nomme ministre de la Défense nationale.
Lors de la formation du XVIIIe gouvernement constitutionnel par Sócrates le 26 octobre 2009, Nuno Severiano Teixeira n'est pas reconduit dans ses fonctions.